# Sébastien Paul Guillaume-Louis
Pour les personnes ayant le même patronyme, voir Guillaume-Louis.
Sébastien Paul Guillaume-Louis, est un médecin et chirurgien français né le 21 janvier 1878 à Pointe-à-Pitre (Guadeloupe), et mort le 1er juillet 1957 à Tours (Indre-et-Loire).

## Aperçu biographique

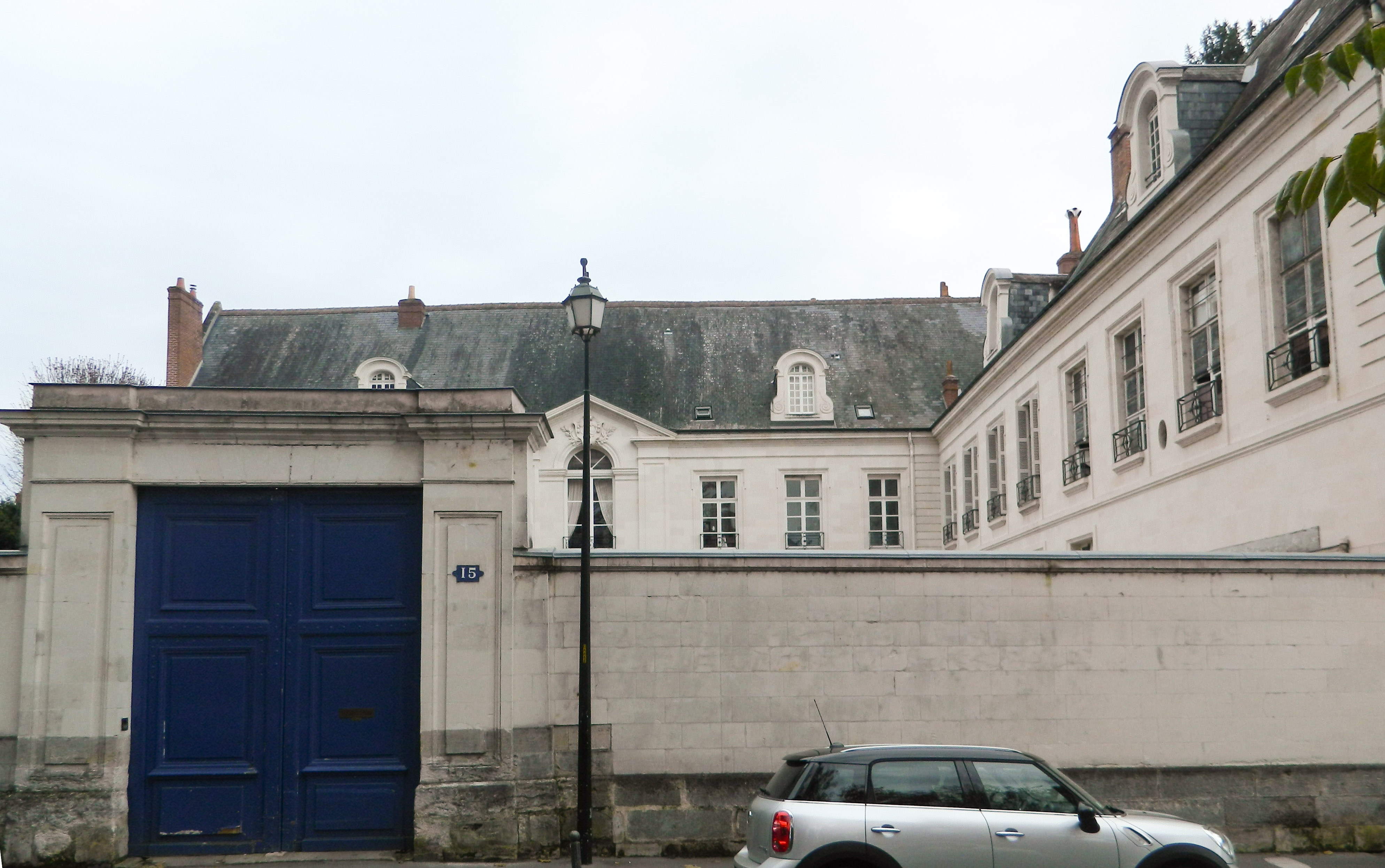
Hôtel Liebert de Nitray.

Il est le fils de Volny Guillaume-Louis (commerçant), et de Marie-Louise Anne Cunégonde Parfaite Agnès Scholastique. 
Il est admis interne des Hôpitaux de Paris en 1902 en même temps que Gustave Roussy. 
En juillet 1906, il est reçu docteur en médecine en soutenant une thèse intitulée « De la Cholédoctomie et recherches sur l’anatomie des voies biliaires » qui obtient la médaille de bronze et s'installe à Tours en 1906. En 1911, il déménage pour venir habiter l'hôtel Liebert de Nitray.
Pendant la Première Guerre mondiale, il est affecté à l’hôpital militaire de Tours le 20 octobre 1914 puis au front le 16 mai 1915, il est chirurgien de l'autochir No 2 dirigé par Henri Rouvillois Cette ambulance est installée successivement en Artois, à Houdain, dans la cour de l’école communale réquisitionnée dont les bâtiments servent de salles d’hospitalisation, puis dans la Somme à Marcelcave puis dans l’Aisne à Courlandon enfin dans le secteur de Verdun près de la forêt de Maujouy (Meuse). Durant cette période il fait des recherches sur la chirurgie de guerre et ses travaux sont réunis en un volume écrit en collaboration avec les docteurs Rouvillois, Pédeprade et Basset . Ce travail obtient le prix Montyon de l’Académie des sciences.
En 1919, il devient chirurgien en chef de l’hôpital général de Tours, chargé de cours d’anatomie puis professeur titulaire d’anatomie en 1924. Il est nommé directeur de l’école de médecine le 1er octobre 1928, prenant la succession du docteur Thierry 
Il est directeur de l’école de Médecine de Tours de 1928 à 1947. Émile Aron lui succède.
Engagé en politique, il est militant radical, radical-socialiste puis socialiste SFIO d’Indre-et-Loire.
Il est élu maire (1939-1941, 1945-1957) et conseiller général (1939-1940, 1945-1951) de Montbazon, (Indre-et-Loire).
Il est président du conseil général d'Indre-et-Loire de 1945 à 1946, puis de 1947 à 1957.
Il est l'ami de Georges Courteline, Lucien Guitry et Georges Duhamel. Proche d'Anatole France, il participe à l'embaumement du corps de l'écrivain à sa mort.

## Œuvres et publications
- De la Cholédoctomie et recherches sur l’anatomie des voies biliaires, Jules Rousset (Paris), 1906.
- Anatole France en Touraine. s.l.n.d, 43 p.
- Le professeur L.-N. Lapeyre, 1869-1932, [S.l.] : [s.n.] , 1933.
- Anatole France. Du vieux Paris à la Béchellerie. Gravures originales de Ferdinand Dubreuil. Tours, imprimerie Gibert Clarey, 1957.
- Comité Velpeau pour le restitution du buste du célèbre chirurgien à son village natal. Brèches et Château-la-Vallière. 7 juillet 1957.
- Leçons de clinique chirurgicale. Tours, Arrault et Cie, 1939, 302 pages.
- « Pêchés de jeunesse » Œuvre poétique, extrait du Berry médical. Issoudun, H. Gaignault et fils, 1938, 16 pages.

## Hommages
- L'Allée du Professeur Guillaume-Louis, à Tours .
- La Rue du Professeur Guillaume Louis, à Montbazon.
- La rue Guillaume Louis, à Chambray-lès-Tours.
- La rue du Professeur Guillaume Louis à Château-Renault

## Pour en savoir plus